# Access prime time
Nell'ambito della televisione, l'access prime time (in italiano anche primissima serata) è la fascia oraria successiva al preserale che va dalla fine del telegiornale della sera all'inizio della prima serata, eccetto con gli eventi straordinari, come partite di calcio, il Festival di Sanremo o la finale delľ Eurovision Song Contest.

## Storia
Inizialmente questa fascia oraria non esisteva, e una volta terminato il telegiornale della sera iniziava subito il programma successivo, il che accadeva a partire dalle 20:40 circa.
Nel 1988 inizia Striscia la notizia, in onda su Italia 1 con una durata di soli 10 minuti, e quindi riesce a inserirsi senza problemi nell'allora breve stacco tra il telegiornale e il programma di prima serata. Questo collocamento finisce utilmente con il catturare l'attenzione di chi preferiva evitare il concomitante stacco pubblicitario sulle altre reti, finendo con il deviare sul programma al termine di Striscia la visione serale, anche perché per seguire Striscia fino alla fine si perde spesso l'inizio dei programmi altrove, cosa che ne scoraggia quindi la visione parziale, tenendo anche conto che dato il successo che Striscia riscuote, il format si amplia sempre di più, e con esso la durata della trasmissione, e di conseguenza la quantità di inizio di altri programmi sulle altre reti persa.
Con il tempo, pure le altre reti hanno iniziato ad adeguarsi, posticipando l'inizio del programma serale al termine di Striscia, e riempiendo lo spazio creato sia con più pubblicità che con nuovi programmi: su Rai 1 va in onda Affari tuoi. Questa fascia oraria è finita per diventare parte integrante dei palinsesti, così come lo è la prima serata che la segue.

## Programmi in onda inaccess prime time
Nota: in questa sezione non si prendono in considerazione i telefilm e le soap opera in onda in questa fascia (ad esempio: CSI su Italia 1, Un posto al sole su Rai 3, ecc.) perché, in alcuni casi, vanno in onda anche in prima serata.
- Striscia la notizia (con il Gabibbo e vari conduttori) (dal 1988)
- Cultura moderna (con il Gabibbo e Teo Mammucari) (2006-2007, 2016-2017)
- La prova del cuoco - Cotta e mangiata (con Antonella Clerici, Beppe Bigazzi e Anna Moroni) (2003)
- Affari tuoi (con Paolo Bonolis, Pupo, Antonella Clerici, Flavio Insinna, Max Giusti, Amadeus e Stefano De Martino) (2003-2017, dal 2023)
- Soliti ignoti (con Fabrizio Frizzi e Amadeus) (2007-2012, 2017-2023)
- Otto e mezzo (con Giuliano Ferrara e Lilli Gruber) (dal 2002)
- Il Fatto (con Enzo Biagi) (1995-2002)
- Karaoke (con Fiorello, Fiorellino, Antonella Elia e Angelo Pintus) (1992-1995, 2015)
- Il gioco dei 9 (con Raimondo Vianello, Gerry Scotti ed Enrico Papi) (1988-1992, 2004)
- Il TG delle vacanze (con Zuzzurro e Gaspare) (1991-1992)
- La zingara (con vari conduttori) (1995-2000, 2002)
- Sarabanda (con Enrico Papi) (1997-2005)
- Anello debole (con Enrico Papi) (2001)
- Blob (dal 1989)
- Il cavallo e la torre (con Marco Damilano) (dal 2022)
- La gioia della musica (con Corrado Augias) (2023)
- Il castello (Pippo Baudo, Carlo Conti, Mara Venier) (2002-2003)
- Batti e ribatti (con Pierluigi Battista, Oscar Giannino e Riccardo Berti) (2004-2005)
- La botola (con Fabrizio Frizzi) (2008)
- Qui Radio Londra (con Giuliano Ferrara) (2011-2012)
- Paperissima Sprint (con il Gabibbo e vari conduttori) (1990, 1995, 1997, 1999, 2001, 2005, 2007-2009, 2011-2025)
- 100% (con Gigio D'Ambrosio) (2001-2002)
- Estatissima Sprint (con il Gabibbo e vari conduttori) (1996, 2000)
- Le tre scimiette (con Simona Ventura) (2005)
- Il malloppo (con Pupo ed Alda D'Eusanio) (2005, 2006)
- Cash Taxi (con Marco Berry) (2009-2010, 2012-2013)
- In onda (con Luca Telese e Marianna Aprile) (dal 2010)
- Veline (con il Gabibbo, Teo Mammucari ed Ezio Greggio) (2002, 2004, 2008, 2012)
- Che tempo che fa (con Fabio Fazio) (dal 2003)
- Striscia la Domenica (con il Gabibbo e vari conduttori) (2009-2013)
- Techetechete' (dal 2012)
- Quinta Colonna - Il Quotidiano (con Paolo Del Debbio) (2013)
- Dalla vostra parte (con Paolo Del Debbio e Maurizio Belpietro) (2015-2018)
- Alta infedeltà (2015-2018, 2021)
- Take Me Out - Esci con me (con Gabriele Corsi e Katia Follesa) (2016-2019)
- House of Gag (con Omar Fantini e Gianluca Fubelli) (2015-2017, dal 2021)
- La ruota della fortuna (con Enrico Papi e Gerry Scotti) (2007-2009, dal 2025)
- Prendere o lasciare (con Enrico Papi) (2009)
- Jackpot - Fate il vostro gioco (con Enrico Papi) (2010)
- CentoxCento (con Enrico Papi) (2010)
- Trasformat (con Enrico Papi) (2010-2011)
- Fuori onda (con Luca Telese e Marianna Aprile)
- Edicola Fiore (con Fiorello) (2016-2017)
- Singing in the Car (con Lodovica Comello) (2016-2017)
- Boom! (con Max Giusti) (2016-2019)
- Guess My Age - Indovina l'età (con Enrico Papi e Max Giusti) (2017-2022)
- 100% Italia (con Nicola Savino) (dal 2022)
- Stasera Italia (con vari conduttori)
- Chi ti conosce? (con Max Giusti) (2018-2019)
- Deal With It - Stai al gioco (con Gabriele Corsi) (2019-2022)
- Quelli che il calcio[senza fonte]
- Dopo TG1 (con Clemente Mimun) (2006)
- Cucine da incubo (con Antonino Cannavacciuolo)
- 4 Ristoranti (con Alessandro Borghese)
- 4 Hotel (con Bruno Barbieri)
- Little Big Italy (con Francesco Panella)
- Cuochi d'Italia (con Alessandro Borghese)
- Tg2 Post (con Manuela Moreno) (dal 2019)
- PrimaFestival (con vari conduttori)
- Alessandro Borghese - Celebrity Chef (con Alessandro Borghese)
- Cinque minuti (con Bruno Vespa) (dal 2023)
- Prima di domani (con Bianca Berlinguer) (dal 2024)
- Cash or Trash - Chi offre di più? (con Paolo Conticini)
- Tris per vincere (con Nicola Savino) (dal 2024)
- Chissa chi è (con Amadeus) (2024-2025)
- Foodish (con Joe Bastianich) (2025)
- The Cage - Prendi e scappa (con Amadeus) (2025)
- Techeteche Top ten (con Bianca Guaccero) (2025)